# Комарова, Анастасия Дмитриевна
Анастасия Дмитриевна Комарова (род. 11 июня 1992, Каскелен, Алматинская область) — казахстанская футболистка, Мастер спорта Республики Казахстан.

## Биография
В футбол Анастасия пришла в возрасте 16 лет, и сразу попала во взрослую команду города Алматы «Алма-КТЖ», но в связи с предстоящим поступлением в учебное заведение ею было принято решение о приостановлении тренировочного процесса. Под руководством И. Б. Бисариева Анастасия стала четырёхкратным бронзовым призёром, серебряным призёром, а также чемпионом по футзалу среди вузов города Алматы. Будучи капитаном команды, также трижды была удостоена звания «Лучший игрок турнира». Началом профессиональной карьеры стало подписание контракта в 2010 году с алмаатинским клубом «СШВСМ-Кайрат».

## Достижения
- Чемпион Казахстана: 2012
- Чемпион Казахстана по футзалу: 2018
- Серебряный призёр чемпионате Казахстана (2): 2014, 2015
- Бронзовый призёр чемпионата Казахстана (3): 2013, 2016, 2017
- Звание «Лучший защитник» на первенстве Алматы по футзалу среди женских команд: 2018
- Звание «Лучший игрок» на международном чемпионате KFC по футболу: 2018